# 플레이보이 버니

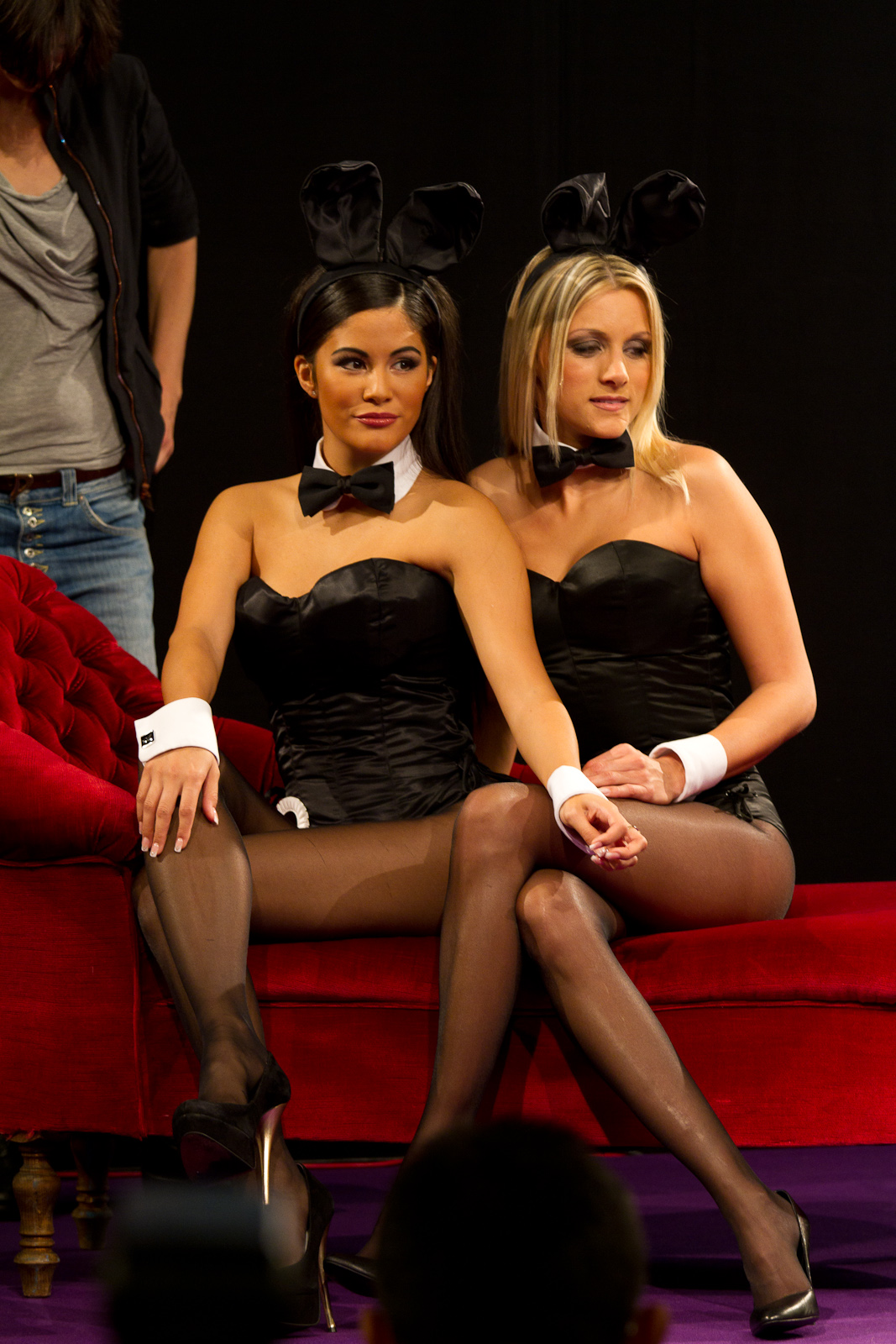
버니걸

플레이보이 버니(영어: Playboy Bunny) 또는 대중적으로 일본식 영어표현인 버니걸(일본어: バニーガール, 영어: Bunny Girl)은 플레이보이 클럽에서 일하는 웨이트리스를 모티브로 한 코스튬의 일종이다. 플레이보이의 토끼 마스코트에서 유래됐으며, 턱시도 란제리를 입는 것이 일반적이다. 버니걸 턱시도는 코르셋, 토끼 귀 헤어밴드, 커프, 검정 스타킹, 나비 넥타이 등으로 구성된다.
참고로, 미국에서는 '플레이보이 버니'(Playboy Bunny)라고 불리는데, 일본의 바니가루(バニーガール)가 변형되어 한국에서는 버니걸로 주로 불린다.

## 같이 보기
- 애니멀 롤플레이
- 뇨타이모리